# Golden Globe du meilleur acteur dans un second rôle
Le Golden Globe du meilleur acteur dans un second rôle (Golden Globe Award for Best Supporting Actor – Motion Picture) est une récompense cinématographique décernée annuellement depuis 1944 par la Hollywood Foreign Press Association.

## Palmarès
Note : les gagnants sont indiqués en gras. Le symbole « ♕ » rappelle le gagnant et « ♙ » une nomination à l'Oscar du meilleur acteur dans un second rôle la même année.

### Années 1940
- 1944 : Akim Tamiroff pour le rôle de Pablo dans Pour qui sonne le glas (For Whom the Bell Tolls) ♙
- 1945 : Barry Fitzgerald pour le rôle du père Fitzgibbon dans La Route semée d'étoiles (Going My Way) ♕
- 1946 : J. Carrol Naish pour le rôle de Charley Martin dans A Medal for Benny ♙
- 1947 : Clifton Webb pour le rôle d'Elliott Templeton dans Le Fil du rasoir (The Razor's Edge) ♙
- 1948 : Edmund Gwenn pour le rôle de Kris Kringle dans Le Miracle sur la 34e rue (Miracle On 34th Street) ♕
- 1949 : Walter Huston pour le rôle de Howard dans Le Trésor de la Sierra Madre (The Treasure Of the Sierra Madre) ♕

### Années 1950
- 1950 : James Whitmore pour le rôle de Kinnie dans Bastogne (Battleground) ♙
  - David Brian pour le rôle de John Gavin Stevens dans L'Intrus (Intruder in the Dust)
- 1951 : Edmund Gwenn pour le rôle de 'Skipper' Miller dans La Bonne Combine (Mister 880) ♙
  - George Sanders pour le rôle d'Addison DeWitt dans Ève (All about Eve) ♕
  - Erich von Stroheim pour le rôle de Max von Mayerling dans Boulevard du crépuscule (Sunset Boulevard) ♙
- 1952 : Peter Ustinov pour le rôle de Néron dans Quo vadis  ♙
- 1953 : Millard Mitchell pour le rôle de James Connie dans Mes six forçats (My Six Convicts)
  - Kurt Kasznar pour son rôle de Louis Bonnard dans Sacré Printemps (The Happy Time)
  - Gilbert Roland pour son rôle de Victor Ribera dans Les Ensorcelés (The Bad and The Beautiful)
- 1954 : Frank Sinatra pour le rôle du soldat Angelo Maggio dans Tant qu'il y aura des hommes (From Here To Eternity) ♕
- 1955 : Edmond O'Brien pour le rôle d'Oscar Muldoon dans La Comtesse aux pieds nus (The Barefoot Contessa) ♕
- 1956 : Arthur Kennedy pour le rôle de Bernard Castle dans Le Procès (Trial) ♙
- 1957 : Earl Holliman pour le rôle de Jim Curry dans Le Faiseur de pluie (The Rainmaker)
  - Eddie Albert pour le rôle du Capitaine McLean dans La Petite Maison de thé (The Teahouse of the August Moon)
  - Oskar Homolka pour le rôle du Général Mikhail Koutouzov dans Guerre et Paix (War and Peace)
  - Anthony Quinn pour le rôle de Paul Gauguin dans La Vie passionnée de Vincent van Gogh (Lust For Life)
  - Eli Wallach pour le rôle de Silva Vacarro dans La Poupée de chair (Baby Doll)
- 1958 : Red Buttons pour le rôle de Joe Kelly dans Sayonara ♕
  - Lee J. Cobb pour le rôle de Juré nº 3 dans Douze Hommes en colère (12 Angry Men)
  - Sessue Hayakawa pour le rôle du Colonel Saïto dans Le Pont de la rivière Kwaï (The Bridge on the River Kwai)
  - Nigel Patrick pour le rôle du Professeur Jerusalem Webstern Stiles dans L'Arbre de vie (Raintree County)
  - Ed Wynn pour le rôle de Paul Beaseley dans The Great Man
- 1959 : Burl Ives pour le rôle de Rufus Hannassey dans Les Grands Espaces (The Big Country) ♕
  - Harry Guardino pour le rôle d'Angelo Donatello dans La Péniche du bonheur (Houseboat)
  - David Ladd (en) pour le rôle de David Chandler dans Le Fier Rebelle (The Proud Rebel)
  - Gig Young pour le rôle du Dr Hugo Pine dans Le Chouchou du professeur (Teacher's Pet)
  - Efrem Zimbalist Jr. pour le rôle de Jacob Diamond dans Retour avant la nuit (Home Before Dark)

### Années 1960
- 1960 : Stephen Boyd pour le rôle de Messala dans Ben-Hur ♕
  - Fred Astaire pour le rôle de Julian Osborn dans Le Dernier Rivage (On the Beach)
  - Tony Randall pour le rôle de Jonathan Forbes dans Confidences sur l'oreiller (Pillow talk)
  - Robert Vaughn pour le rôle de Chester A. Chet Gwynn dans Ce monde à part (The Young Philadelphians)
  - Joseph N. Welch (en) pour le rôle du juge Weaver dans Autopsie d'un meurtre (Anatomy of a Murder)
- 1961 : Sal Mineo pour le rôle de Dov Landau dans Exodus ♙
  - Lee Kinsolving (en) pour le rôle de Sammy Golden dans Ombre sur notre amour (The Dark at the Top of the Stairs)
  - Ray Stricklyn pour le rôle de Jeb Lucas Tyler dans La Rançon de la peur (The Plunderers)
  - Woody Strode pour le rôle de Draba dans Spartacus
  - Peter Ustinov pour le rôle de Lentulus Batiatus dans Spartacus
- 1962 : George Chakiris pour le rôle de Bernardo dans West Side Story ♕
  - Montgomery Clift pour le rôle de Rudolph Petersen dans Jugement à Nuremberg (Judgment at Nuremberg)
  - Jackie Gleason pour le rôle de Minnesota Fats dans L'Arnaqueur (The Hustler)
  - Tony Randall pour le rôle de Peter 'Pete' Ramsey dans Un pyjama pour deux (Lover Come Back)
  - George C. Scott pour le rôle de Bert Gordon dans L'Arnaqueur (The Hustler)
- 1963 : Omar Sharif pour le rôle du chérif Ali ibn el Kharish dans Lawrence d'Arabie (Lawrence of Arabia) ♙
  - Telly Savalas pour le rôle de Feto Gomez dans Le Prisonnier d'Alcatraz (Birdman of Alcatraz)
  - Harold J. Stone pour le rôle de Frank Garnell dans Les Liaisons coupables (The Chapman Report)
  - Ross Martin pour le rôle de Garland "Red" Lynch dans Allô, brigade spéciale (Experiment in Terror)
  - Paul Newman pour le rôle du guerrier dans Aventures de jeunesse (Hemingway's Adventures of a Young Man)
  - Cesar Romero pour le rôle de Robert Swan / Adam Wright dans Un mari en laisse (If a Man Answers)
  - Peter Sellers pour le rôle de Clare Quilty / Dr. Zempf dans Lolita
  - Harry Guardino pour le rôle du Sgt. Joseph Contini dans Le Pigeon qui sauva Rome (The Pigeon That Took Rome)
  - Ed Begley pour le rôle de 'Boss' Finley dans Doux oiseau de jeunesse (Sweet Bird of Youth)
  - Victor Buono pour le rôle d'Edwin Flagg dans Qu'est-il arrivé à Baby Jane ? (What Ever Happened to Baby Jane?)
- 1964 : John Huston pour le rôle du Cardinal Glennon dans Le Cardinal (The Cardinal) ♙
  - Paul Mann (en) pour le rôle d'Aleko Sinnikoglou dans America, America
  - Gregory Rozakis pour le rôle de Hohannes Gardashian dans America, America
  - Bobby Darin pour le rôle du Caporal Jim Tompkins dans Le Combat du capitaine Newman (Captain Newman, M.D.)
  - Roddy McDowall pour le rôle d'Octave dans Cléopâtre (Cleopatra)
  - Lee J. Cobb pour le rôle de Harry R. Baker dans T'es plus dans la course, papa ! (Come Blow Your Horn)
  - Melvyn Douglas pour le rôle de Homer Bannon dans Le Plus Sauvage d'entre tous (Hud)
  - Hugh Griffith pour le rôle de Squire Western dans Tom Jones
- 1965 : Edmond O'Brien pour le rôle du sénateur Ray Clark dans Sept jours en mai (Seven Days in May) ♙
  - Cyril Delevanti pour le rôle de Nonno dans La Nuit de l'iguane (The Night of the Iguana)
  - Lee Tracy pour le rôle du Président Art Hockstader dans Que le meilleur l'emporte (The Best Man)
  - Gilbert Roland pour le rôle de Dull Knife dans Les Cheyennes (Cheyenne Autumn)
  - Stanley Holloway pour le rôle d'Alfred P. Doolittle dans My Fair Lady
- 1966 : Oskar Werner pour le rôle de Fiedler dans L'Espion qui venait du froid (The Spy Who Came In From the Cold)
  - Telly Savalas pour le rôle du Sgt. Guffy dans La Bataille des Ardennes (Battle of the Bulge)
  - Frank Finlay pour le rôle de Iago dans Othello
  - Hardy Krüger pour le rôle de Heinrich Dorfmann dans Le Vol du Phœnix (The Flight of the Phœnix)
  - Red Buttons pour le rôle d'Arthur Landau dans Harlow, la blonde platine (Harlow)
- 1967 : Richard Attenborough pour le rôle de Frenchy Burgoyne dans La Canonnière du Yang-Tse (The Sand Pebbles)
  - Robert Shaw pour le rôle du roi Henri VIII dans Un homme pour l'éternité (A Man for All Seasons)
  - John Saxon pour le rôle de Chuy Medina dans L'Homme de la Sierra (The Appaloosa)
  - Mako pour le rôle de Po-Han dans La Canonnière du Yang-Tse (The Sand Pebbles)
  - George Segal pour le rôle de Nick dans Qui a peur de Virginia Woolf ? (Who’s Afraid of Virginia Woolf?)
- 1968 : Richard Attenborough pour le rôle d'Albert Blossom dans L'Extravagant Docteur Dolittle (Doctor Dolittle)
  - George Kennedy pour le rôle de Dragline dans Luke la main froide (Cool Hand Luke)
  - Efrem Zimbalist Jr. pour le rôle de Sam Hendrix dans Seule dans la nuit (Wait Until Dark)
  - John Cassavetes pour le rôle de Victor P. Franko dans Les Douze Salopards (The Dirty Dozen)
  - Michael J. Pollard pour le rôle de C. W. Moss dans Bonnie et Clyde (Bonnie and Clyde)
- 1969 : Daniel Massey pour le rôle de Noël Coward dans Star! ♙
  - Beau Bridges pour le rôle de Tim Austin dans For Love of Ivy
  - Martin Sheen pour le rôle de Timmy Cleary dans Trois Étrangers (The Subject Was Roses)
  - Hugh Griffith pour le rôle de Lebedev dans L'Homme de Kiev (The Fixer)
  - Hugh Griffith pour le rôle de Magistrate dans Oliver !
  - Ossie Davis pour le rôle de Joseph Lee dans Les Chasseurs de scalps (The Scalphunters)

### Années 1970
- 1970 : Gig Young pour le rôle de Rocky dans On achève bien les chevaux (They Shoot Horses, Don't They?) ♕
  - Anthony Quayle pour le rôle du cardinal Thomas Wolsey dans Anne des mille jours (Anne Of the Thousand Days) ♙
  - Jack Nicholson pour le rôle de George Hanson dans Easy Rider ♙
  - Mitch Vogel pour le rôle de Lucius McCaslin dans Reivers (The Reivers)
  - Red Buttons pour le rôle de Marin dans On achève bien les chevaux (They Shoot Horses, Don't They?)
- 1971 : John Mills pour le rôle de Michael dans La Fille de Ryan (Ryan's Daughter) ♕
  - Chef Dan George pour le rôle de Peau de la Vieille Hutte dans Little Big Man ♙
  - Trevor Howard pour le rôle du père Collins dans La Fille de Ryan (Ryan's Daughter)
  - George Kennedy pour le rôle de Joe Patroni dans Airport
  - John Marley pour le rôle de Phil Cavalleri dans Love Story ♙
- 1972 : Ben Johnson pour le rôle de Sam the Lion dans La Dernière Séance (The Last Picture Show) ♕
  - Tom Baker pour le rôle de Raspoutine dans Nicolas et Alexandra (Nicholas and Alexandra)
  - Art Garfunkel pour le rôle de Sandy dans Ce plaisir qu'on dit charnel (Carnal Knowledge)
  - Paul Mann (en) pour le rôle de Lazar Wolf dans Un violon sur le toit (Fiddler on the Roof)
  - Jan-Michael Vincent pour le rôle de Jimmy Graham dans L'Affrontement
- 1973 : Joel Grey pour le rôle du maître de cérémonie dans Cabaret ♕
  - James Caan pour le rôle de Sonny Corleone dans Le Parrain (The Godfather) ♙
  - Alec McCowen pour le rôle de Henry Pulling dans Voyages avec ma tante (Travels with My Aunt)
  - James Coco pour le rôle de Sancho Panza… dans L'Homme de la Manche (Man of La Mancha)
  - Clive Revill pour le rôle de Carlo Carlucci dans Avanti!
- 1974 : John Houseman pour le rôle de Charles W. Kingsfield Jr. dans La Chasse aux diplômes (The Paper Chase) ♕
  - Max von Sydow pour le rôle du père Lankester Merrin dans L'Exorciste (The Exorcist)
  - Randy Quaid pour le rôle de Marin Larry Meadows dans La Dernière Corvée (The Last Detail) ♙
  - Jack Gilford pour le rôle de Phil Greene dans Sauvez le tigre (Save the Tiger) ♙
  - Martin Balsam pour le rôle de Harry Walden dans Summer Wishes, Winter Dreams
- 1975 : Fred Astaire pour le rôle de Harlee Clairborne dans La Tour infernale (The Towering Inferno) ♙
  - Eddie Albert pour le rôle de Warden Rudolph Hazen dans Plein la gueule (The Longest Yard)
  - Bruce Dern pour le rôle de Tom Buchanan dans Gatsby le Magnifique (The Great Gatsby)
  - John Huston pour le rôle de Noah Cross dans Chinatown
  - Sam Waterston pour le rôle de Nick Carraway dans Gatsby le Magnifique (The Great Gatsby)
- 1976 : Richard Benjamin pour le rôle de Ben Clark dans Ennemis comme avant (The Sunshine Boys)
  - Burgess Meredith pour le rôle de Harry Greener dans Le Jour du fléau (The Day of the Locust) ♙
  - John Cazale pour le rôle de Sal dans Un après-midi de chien (Dog Day Afternoon)
  - Charles Durning pour le rôle de Moretti dans Un après-midi de chien (Dog Day Afternoon)
  - Henry Gibson pour le rôle de Haven Hamilton dans Nashville
- 1977 : Laurence Olivier pour le rôle du Dr Christian Szell dans Marathon Man ♙
  - Jason Robards pour le rôle de Ben Bradlee dans Les Hommes du président (All the President's Men) ♕
  - Marty Feldman pour le rôle de Marty Eggs dans La Dernière Folie de Mel Brooks (Silent movie)
  - Oskar Werner pour le rôle du Professeur Egon Kreisler dans Le Voyage des damnés (Voyage of the Damned)
  - Ron Howard pour le rôle de Gillom Rogers dans Le Dernier des géants (The Shootist)
- 1978 : Peter Firth pour le rôle d'Alan Strang dans Equus ♙
  - Mikhail Baryshnikov pour le rôle de Yuri Kopeikine dans Le Tournant de la vie (The Turning Point) ♙
  - Alec Guinness pour le rôle d'Obi-Wan Kenobi dans Star Wars, épisode IV : Un nouvel espoir (Star Wars, Episode IV: A New Hope) ♙
  - Jason Robards pour le rôle de Dashiell Hammett dans Julia ♕
  - Maximilian Schell pour le rôle de Johann dans Julia ♙
- 1979 : John Hurt pour le rôle de Max dans Midnight Express ♙
  - Bruce Dern pour le rôle du Capitaine Bob Hyde dans Le Retour (Coming home) ♙
  - Christopher Walken pour le rôle de Nickanor "Nick" Chevotarevitch dans Voyage au bout de l'enfer (The Deer Hunter) ♕
  - Dudley Moore pour le rôle de Stanley Tibbets dans Drôle d'embrouille (Foul Play)
  - Robert Morley pour le rôle de Maximilien Vandervere dans La Grande cuisine (Who Is Killing the Great Chefs of Europe?)

### Années 1980
- 1980 : (ex æquo) Melvyn Douglas pour le rôle de Benjamin Turnbull Rand dans Bienvenue Mister Chance (Being There) ♕ et Robert Duvall pour le rôle du Lt. Bill Kilgore dans Apocalypse Now ♙
  - Frederic Forrest pour le rôle de Houston Dyer dans The Rose ♙
  - Justin Henry pour le rôle de Billy Kramer dans Kramer contre Kramer (Kramer vs. Kramer) ♙
  - Laurence Olivier pour le rôle de Julius dans I love you, je t'aime (A Little romance)
- 1981 : Timothy Hutton pour le rôle de Conrad Jarrett dans Des gens comme les autres (Ordinary People) ♕
  - Judd Hirsch pour le rôle du Dr Berger dans Des gens comme les autres (Ordinary People) ♙
  - Joe Pesci pour le rôle de Joey LaMotta dans Raging Bull ♙
  - Jason Robards pour le rôle de Howard Hughes dans Melvin and Howard ♙
  - Scott Wilson pour le rôle du Capitaine Billy Cutshaw dans La Neuvième Configuration (The Ninth Configuration)
- 1982 : John Gielgud pour le rôle de Hobson dans Arthur ♕
  - James Coco pour le rôle de Jimmy dans Only When I Laugh ♙
  - Jack Nicholson pour le rôle d'Eugene O'Neill dans Reds ♙
  - Howard E. Rollins Jr. pour le rôle de Coalhouse Walker Jr. dans Ragtime ♙
  - Orson Welles pour le rôle du Juge Rauch dans Butterfly
- 1983 : Louis Gossett Jr. pour le rôle du Sergent Instructeur Emil Foley dans Officier et Gentleman (An Officer and a Gentleman) ♕
  - Raul Julia pour le rôle de Kalibanos dans Tempête (Tempest)
  - David Keith pour le rôle de Sid Worley dans Officier et Gentleman (An Officer and a Gentleman)
  - James Mason pour le rôle d'Ed Concannon dans Le Verdict (The Verdict) ♙
  - Jim Metzler pour le rôle de Mason McCormick dans Tex
- 1984 : Jack Nicholson pour le rôle de Garrett Breedlove dans Tendres Passions (Terms of Endearment) ♕
  - Steven Bauer pour le rôle de Manolo « Manny » Ribera dans Scarface
  - Charles Durning pour le rôle du Colonel S.S. Earhart dans To Be or Not to Be ♙
  - Kurt Russell pour le rôle de Drew Stephens dans Le Mystère Silkwood (Silkwood)
  - Gene Hackman pour le rôle d'Alex Grazier dans Under Fire
- 1985 : Haing S. Ngor pour le rôle de Dith Pran dans La Déchirure (The Killing Fields) ♕
  - Adolph Caesar pour le rôle de M / Sgt. Waters dans A Soldier's Story ♙
  - Richard Crenna pour le rôle de Phil Brody dans Le Kid de la plage (The Flamingo Kid)
  - Jeffrey Jones pour le rôle de l'empereur Joseph II dans Amadeus
  - Pat Morita pour le rôle de M. Kesuke Miyagi dans Karaté Kid (The Karate Kid) ♙
- 1986 : Klaus Maria Brandauer pour le rôle de Baron Bror Blixen dans Out of Africa ♙
  - Eric Stoltz pour le rôle de Roy L. "Rocky" Dennis dans Mask
  - John Lone pour le rôle de Joey Tai dans L'Année du dragon (Year of the Dragon)
  - Eric Roberts pour le rôle de Buck dans Runaway Train ♙
  - Joel Grey pour le rôle de Chiun dans Remo sans arme et dangereux (Remo Williams: The Adventure Begins)
- 1987 : Tom Berenger pour le rôle du Sergent-Chef Bob Barnes dans Platoon ♙
  - Michael Caine pour le rôle d'Elliott dans Hannah et ses sœurs (Hannah and Her Sisters) ♕
  - Dennis Hopper pour le rôle de Frank Booth dans Blue Velvet
  - Dennis Hopper pour le rôle de Shooter dans Le Grand Défi (Hoosiers) ♙
  - Ray Liotta pour le rôle de Ray Sinclair dans Dangereuse sous tous rapports (Something Wild)
- 1988 : Sean Connery pour le rôle de Jim Malone dans Les Incorruptibles (The Untouchables) ♕
  - Richard Dreyfuss pour le rôle d'Aaron Levinsky dans Cinglée (Nuts)
  - R. Lee Ermey pour le rôle de Gny. Sgt. Hartman dans Full Metal Jacket
  - Morgan Freeman pour le rôle de Fast Black dans La Rue (Street Smart) ♙
  - Rob Lowe pour le rôle de Rory dans Square Dance
- 1989 : Martin Landau pour le rôle d'Abe dans Tucker (Tucker: The Man and His Dream) ♙
  - Alec Guinness pour le rôle de William Dorrit dans La Petite Dorrit (Little Dorrit) ♙
  - Neil Patrick Harris pour le rôle de David Hart dans Le Secret de Clara (Clara's Heart)
  - Raul Julia pour le rôle de Roberto Strausmann dans Pleine lune sur Parador (Moon Over Parador)
  - Lou Diamond Phillips pour le rôle d'Angel Guzman dans Envers et contre tous (Stand and Deliver)
  - River Phoenix pour le rôle de Danny Pope dans À bout de course (Running on Empty) ♙

### Années 1990
- 1990 : Denzel Washington pour le rôle de Trip dans Glory ♕
  - Danny Aiello pour le rôle de Sal dans Do the Right Thing
  - Marlon Brando pour le rôle de Ian McKenzie dans Une saison blanche et sèche (A Dry White Season) ♙
  - Sean Connery pour le rôle du Professeur Henry Jones Sr. dans Indiana Jones et la Dernière Croisade (Indiana Jones and the Last Crusade)
  - Ed Harris pour le rôle de Dave Flanagan dans Jacknife
  - Bruce Willis pour le rôle d'Emmett Smith dans Un héros comme tant d'autres (In Country)
- 1991 : Bruce Davison pour le rôle de David dans Un compagnon de longue date (Longtime Companion) ♙
  - Armand Assante pour le rôle de Roberto 'Bobby Tex' Texador dans Contre-enquête (Q & A)
  - Hector Elizondo pour le rôle de Bridget dans Pretty Woman
  - Andy Garcia pour le rôle de Vincent Mancini dans Le Parrain 3 (Mario Puzo's The Godfather: Part III) ♙
  - Al Pacino pour le rôle de Big Boy Caprice dans Dick Tracy ♙
  - Joe Pesci pour le rôle de Tommy DeVito dans Les Affranchis (Goodfellas) ♕
- 1992 : Jack Palance pour le rôle de Curly Washburn dans La Vie, l'Amour, les Vaches (City Slickers) ♕
  - Ned Beatty pour le rôle de Josef Locke dans Hear My Song
  - John Goodman pour le rôle de Charlie Meadows dans Barton Fink
  - Harvey Keitel pour le rôle de Mickey Cohen dans Bugsy ♙
  - Ben Kingsley pour le rôle de Meyer Lansky dans Bugsy ♙
- 1993 : Gene Hackman pour le rôle de Little Bill Daggett dans Impitoyable (Unforgiven) ♕
  - Jack Nicholson pour le rôle du Col. Nathan R. Jessep dans Des hommes d'honneur (A Few Good Men) ♙
  - Chris O'Donnell pour le rôle de Charles « Charlie » Simms dans Le Temps d'un week-end (Scent Of a Woman)
  - Al Pacino pour le rôle de Ricky Roma dans Glengarry (Glengarry Glen Ross) ♙
  - David Paymer pour le rôle de Stan dans Mr. Saturday Night ♙
- 1994 : Tommy Lee Jones pour le rôle du Marshal Samuel Gerard dans Le Fugitif (The Fugitive) ♕
  - Leonardo DiCaprio pour le rôle d'Arnie Grape dans Gilbert Grape (What's Eating Gilbert Grape) ♙
  - Ralph Fiennes pour le rôle d'Amon Göeth dans La Liste de Schindler (Schindler's List) ♙
  - John Malkovich pour le rôle du Mitch Leary dans Dans la ligne de mire (In the Line of Fire) ♙
  - Sean Penn pour le rôle de David Kleinfeld dans L'Impasse (Carlito's Way)
- 1995 : Martin Landau pour le rôle de Béla Lugosi dans Ed Wood ♕
  - Kevin Bacon pour le rôle de Wade dans La Rivière sauvage (The River Wild)
  - Samuel L. Jackson pour le rôle de Jules Winnfield dans Pulp Fiction ♙
  - Gary Sinise pour le rôle du Lieutenant Dan Taylor dans Forrest Gump ♙
  - John Turturro pour le rôle de Herbie Stempel dans Quiz Show
- 1996 : Brad Pitt pour le rôle de Jeffrey Goines dans L'Armée des douze singes (Twelve Monkeys) ♙
  - Ed Harris pour le rôle de Gene Kranz dans Apollo 13 ♙
  - Tim Roth pour le rôle d'Archibald Cunningham dans Rob Roy ♙
  - Kevin Spacey pour le rôle de Roger « Verbal » Kint dans Usual Suspects (The Usual Suspects) ♕
  - John Leguizamo pour le rôle de Chi-Chi Rodriguez dans Extravagances (To Wong Foo Thanks for Everything, Julie Newmar)
- 1997 : Edward Norton pour le rôle d'Aaron Stampler dans Peur primale (Primal Fear) ♙
  - Cuba Gooding Jr. pour le rôle de Rod Tidwell dans Jerry Maguire ♕
  - Samuel L. Jackson pour le rôle de Carl Lee Hailey dans Le Droit de tuer ?
  - Paul Scofield pour le rôle du juge Thomas Danforth dans La Chasse aux sorcières (The Crucible)
  - James Woods pour le rôle de Byron De La Beckwith dans Les Fantômes du passé (Ghosts of Mississippi) ♙
- 1998 : Burt Reynolds pour le rôle de Jack Horner dans Boogie Nights ♙
  - Rupert Everett pour le rôle de George Downes dans Le Mariage de mon meilleur ami (My Best Friend's Wedding)
  - Anthony Hopkins pour le rôle de John Quincy Adams dans Amistad ♙
  - Greg Kinnear pour le rôle de Simon Bishop dans Pour le pire et pour le meilleur (As Good As It Gets) ♙
  - Jon Voight pour le rôle de Leo F. Drummond dans L'Idéaliste (The Rainmaker)
  - Robin Williams pour le rôle de Sean Maguire dans Will Hunting (Good Will Hunting) ♕
- 1999 : Ed Harris pour le rôle de Christof dans The Truman Show ♙
  - Robert Duvall pour le rôle de Jerome Facher dans Préjudice (A Civil Action) ♙
  - Bill Murray pour le rôle de Herman Blume dans Rushmore
  - Geoffrey Rush pour le rôle de Philip Henslowe dans Shakespeare in Love ♙
  - Donald Sutherland pour le rôle de Bill Bowerman dans Without Limits
  - Billy Bob Thornton pour le rôle de Jacob Mitchell dans Un plan simple (A Simple Plan) ♙

### Années 2000
- 2000 : Tom Cruise pour le rôle de Frank T.J. Mackey dans Magnolia ♙
  - Michael Caine pour le rôle du Dr Wilbur Larch dans L'Œuvre de Dieu, la part du Diable (The Cider House Rules) ♕
  - Michael Clarke Duncan pour le rôle de John Coffey dans La Ligne verte (The Green Mile) ♙
  - Jude Law pour le rôle de Dickie Greenleaf dans Le Talentueux Mr Ripley (The Talented Mr. Ripley) ♙
  - Haley Joel Osment pour le rôle de Cole Sear dans Sixième Sens (The Sixth Sense) ♙
- 2001 : Benicio del Toro pour le rôle de Javier Rodriguez dans Traffic ♕
  - Jeff Bridges pour le rôle du Président Jackson Evans dans Manipulations (The Contender) ♙
  - Willem Dafoe pour le rôle de Max Schreck dans L'Ombre du vampire (Shadow of the Vampire) ♙
  - Albert Finney pour le rôle d'Ed Masry dans Erin Brockovich, seule contre tous (Erin Brockovich) ♙
  - Joaquin Phoenix pour le rôle de Commode dans Gladiator ♙
- 2002 : Jim Broadbent pour le rôle de John Bayley dans Iris ♕
  - Steve Buscemi pour le rôle de Seymour dans Ghost World
  - Hayden Christensen pour le rôle de Sam Monroe dans La Maison sur l'océan (Life as a House)
  - Ben Kingsley pour le rôle de Don Logan dans Sexy Beast ♙
  - Jude Law pour le rôle de Gigolo Joe dans A.I. Intelligence artificielle (A.I. Artificial Intelligence)
  - Jon Voight pour le rôle de Howard Cosell dans Ali ♙
- 2003 : Chris Cooper pour le rôle de John Laroche dans Adaptation. ♕
  - Ed Harris pour le rôle de Richard "Richie" Brown dans The Hours ♙
  - Paul Newman pour le rôle de John Rooney dans Les Sentiers de la perdition (Road to Perdition) ♙
  - Dennis Quaid pour le rôle de Frank Whitakerdans Loin du paradis (Far from Heaven)
  - John C. Reilly pour le rôle de Amos Hart dans Chicago ♙
- 2004 : Tim Robbins pour le rôle de Dave Boyle dans Mystic River ♕
  - Alec Baldwin pour le rôle de Shelly Kaplow dans Lady Chance (The Cooler) ♙
  - Albert Finney pour le rôle de Edward Bloom dans Big Fish
  - Peter Sarsgaard pour le rôle de Charles Lane dans Le Mystificateur (Shattered Glass)
  - Ken Watanabe pour le rôle de Katsumoto dans Le Dernier Samouraï (The Last Samurai) ♙
- 2005 : Clive Owen pour le rôle de Larry dans Closer, entre adultes consentants (Closer) ♙
  - David Carradine pour le rôle de Bill dans Kill Bill
  - Thomas Haden Church pour le rôle de Jack Lopate dans Sideways ♙
  - Jamie Foxx pour le rôle de Max dans Collateral ♙
  - Morgan Freeman pour le rôle de Eddie "Scrap-Iron" Dupris dans Million Dollar Baby ♕
- 2006 : George Clooney pour le rôle de Bob Barnes dans Syriana ♕
  - Matt Dillon pour le rôle de John Ryan dans Collision (Crash) ♙
  - Will Ferrell pour le rôle de Franz Liebkind dans Les Producteurs (The Producers)
  - Paul Giamatti pour le rôle de Joe Gould dans De l'ombre à la lumière (Cinderella Man) ♙
  - Bob Hoskins pour le rôle de Vivian Van Damm dans Madame Henderson présente (Mrs. Henderson Presents)
- 2007 : Eddie Murphy pour le rôle de James « Thunder » Early dans Dreamgirls ♙
  - Ben Affleck pour le rôle de Georges Reeves dans Hollywoodland
  - Jack Nicholson pour le rôle de Frank Costello dans Les Infiltrés (The Departed)
  - Brad Pitt pour le rôle de Richard Jones dans Babel
  - Mark Wahlberg pour le rôle du Sergent Sean Dignam dans Les Infiltrés (The Departed) ♙
- 2008 : Javier Bardem pour le rôle d'Anton Chigurh dans No Country for Old Men ♕
  - Casey Affleck pour le rôle de Robert Ford dans L'Assassinat de Jesse James par le lâche Robert Ford (The Assassination of Jesse James by the Coward Robert Ford ♙
  - Philip Seymour Hoffman pour le rôle de Gust Avrakotos dans La Guerre selon Charlie Wilson (Charlie Wilson's War )♙
  - John Travolta pour le rôle d'Edna Turnblad dans Hairspray
  - Tom Wilkinson pour le rôle d'Arthur Edens dans Michael Clayton ♙
- 2009 : Heath Ledger pour le rôle du Joker dans The Dark Knight : Le Chevalier noir (The Dark Knight) ♕ (à titre posthume)
  - Tom Cruise pour le rôle de Les Grossman dans Tonnerre sous les Tropiques (Tropic Thunder)
  - Robert Downey Jr. pour le rôle de Kirk Lazarus dans Tonnerre sous les Tropiques (Tropic Thunder) ♙
  - Ralph Fiennes pour le rôle de William Cavendish dans The Duchess
  - Philip Seymour Hoffman pour le rôle du Père Brendan Flynn dans Doute (Doubt) ♙

### Années 2010
- 2010[1] : Christoph Waltz pour le rôle du Colonel Hans Landa dans Inglourious Basterds ♕
  - Matt Damon pour le rôle de Francois Pienaar dans Invictus ♙
  - Woody Harrelson pour le rôle du Capitaine Tony Stone dans The Messenger ♙
  - Christopher Plummer pour le rôle de Léon Tolstoï dans The Last Station ♙
  - Stanley Tucci pour le rôle de George Harvey dans Lovely Bones ♙
- 2011[2] : Christian Bale pour le rôle de Dickie Eklund dans Fighter (The Fighter) ♕
  - Michael Douglas pour le rôle de Gordon Gekko dans Wall Street : L'argent ne dort jamais (Wall Street: Money Never Sleeps)
  - Andrew Garfield pour le rôle d'Eduardo Saverin dans The Social Network
  - Jeremy Renner pour le rôle de James Coughlin dans The Town ♙
  - Geoffrey Rush pour le rôle de Lionel Logue dans Le Discours d'un roi (The King's Speech) ♙
- 2012[3] : Christopher Plummer pour le rôle de Hal dans Beginners ♕
  - Kenneth Branagh pour le rôle de Laurence Olivier dans My Week with Marilyn ♙
  - Albert Brooks pour le rôle de Bernie Rose dans Drive
  - Jonah Hill pour le rôle de Peter Brand dans Le Stratège (Moneyball) ♙
  - Viggo Mortensen pour le rôle de Sigmund Freud dans A Dangerous Method
- 2013 : Christoph Waltz pour le rôle du Dr King Schultz dans Django Unchained ♕
  - Alan Arkin pour le rôle de Lester Siegel dans Argo ♙
  - Leonardo DiCaprio pour le rôle de Calvin Candie dans Django Unchained
  - Tommy Lee Jones pour le rôle de Thaddeus Stevens dans Lincoln ♙
  - Philip Seymour Hoffman pour le rôle de Lancaster Dodd dans The Master ♙
- 2014 : Jared Leto pour le rôle de Rayon dans Dallas Buyers Club ♕
  - Barkhad Abdi pour le rôle de Abduwali Muse dans Capitaine Phillips (Captain Phillips) ♙
  - Daniel Brühl pour le rôle de Niki Lauda dans Rush
  - Bradley Cooper pour le rôle de Richie DiMaso dans American Bluff (American Hustle) ♙
  - Michael Fassbender pour le rôle de Edwin Epps dans Twelve Years a Slave ♙
- 2015[4] : J. K. Simmons pour le rôle de Terence Fletcher dans Whiplash ♕
  - Robert Duvall pour le rôle du juge Joseph Palmer dans The Judge ♙
  - Ethan Hawke pour le rôle de Mason Evans, Sr. dans Boyhood ♙
  - Edward Norton pour le rôle de Mike Shiner dans Birdman ♙
  - Mark Ruffalo pour le rôle de Dave Schultz dans Foxcatcher ♙
- 2016 : Sylvester Stallone pour le rôle de Rocky Balboa dans Creed : L'Héritage de Rocky Balboa (Creed) ♙
  - Paul Dano pour le rôle de Brian Wilson jeune dans Love and Mercy
  - Idris Elba pour le rôle du Commandant dans Beasts of No Nation
  - Mark Rylance pour le rôle de Rudolf Abel dans Le Pont des espions (Bridge of Spies) ♕
  - Michael Shannon pour le rôle de Rick Carver dans 99 Homes
- 2017 : Aaron Taylor-Johnson pour le rôle de Ray Marcus dans Nocturnal Animals
  - Mahershala Ali pour le rôle de Juan dans Moonlight ♕
  - Jeff Bridges pour le rôle de Marcus Hamilton dans Comancheria ♙
  - Simon Helberg pour le rôle de Cosme Mc Moon dans Florence Foster Jenkins
  - Dev Patel pour le rôle de Saroo Brierley dans Lion ♙
- 2018 : Sam Rockwell pour le rôle de Jason Dixon dans Trois Billboards : Les Panneaux de la vengeance (Three Billboards Outside Ebbing, Missouri) ♙
  - Willem Dafoe pour le rôle de Bobby Hicks dans The Florida Project ♙
  - Armie Hammer pour le rôle d'Oliver dans Call Me by Your Name
  - Richard Jenkins pour le rôle de Giles dans La Forme de l'eau (The Shape of Water) ♙
  - Christopher Plummer pour le rôle de J. Paul Getty dans Tout l'argent du monde (All the Money in the World) ♙
- 2019 : Mahershala Ali pour le rôle de Don Shirley dans Green Book ♕
  - Timothée Chalamet pour le rôle de Nic Sheff dans Beautiful Boy
  - Adam Driver pour le rôle de Flip Zimmerman dans BlacKkKlansman : J'ai infiltré le Ku Klux Klan (BlacKkKlansman) ♙
  - Richard E. Grant pour le rôle de Jack Hock dans Can You Ever Forgive Me? ♙
  - Sam Rockwell pour le rôle de George W. Bush dans Vice ♙

### Années 2020
- 2020 : Brad Pitt pour le rôle de Cliff Booth dans Once Upon a Time… in Hollywood ♕
  - Tom Hanks pour le rôle de Fred Rogers dans Un ami extraordinaire (A Beautiful Day in the Neighborhood) ♙
  - Anthony Hopkins pour le rôle du pape Benoît XVI dans Les Deux Papes ♙
  - Al Pacino pour le rôle de James Riddle « Jimmy » Hoffa dans The Irishman ♙
  - Joe Pesci pour le rôle de Russell Bufalino dans The Irishman ♙
- 2021 : Daniel Kaluuya pour le rôle de Fred Hampton dans Judas and the Black Messiah ♕
  - Sacha Baron Cohen pour le rôle d'Abbie Hoffman dans Les Sept de Chicago (The Trial of the Chicago 7) ♙
  - Jared Leto pour le rôle d'Albert Sparma dans Une affaire de détails (The Little Things)
  - Bill Murray pour le rôle de Felix dans On the Rocks
  - Leslie Odom Jr. pour le rôle de Sam Cooke dans One Night in Miami ♙
- 2022 : Kodi Smit-McPhee pour le rôle de Peter Gordon dans The Power of the Dog ♙
  - Ben Affleck pour le rôle de Charlie Moehringer dans The Tender Bar
  - Jamie Dornan dans le rôle de Pa dans Belfast
  - Ciarán Hinds dans le rôle de Pop dans Belfast ♙
  - Troy Kotsur dans le rôle Frank Rossi dans Coda ♕
- 2023 : Ke Huy Quan pour le rôle de Waymond Wang dans Everything Everywhere All at Once
  - Brendan Gleeson pour le rôle de Colm Doherty dans Les Banshees d'Inisherin (The Banshees of Inisherin)
  - Barry Keoghan pour le rôle de  Dominic Kearney dans Les Banshees d'Inisherin (The Banshees of Inisherin)
  - Brad Pitt pour le rôle de  Jack Conrad dans Babylon
  - Eddie Redmayne pour le rôle de Charles Cullen dans Meurtres sans ordonnance (The Good Nurse)

- 2024 : Robert Downey Jr. pour le rôle de Lewis Strauss dans Oppenheimer
  - Willem Dafoe pour le rôle de Godwin Baxter dans Pauvres Créatures
  - Robert De Niro pour le rôle de William King Hale dans Killers of the Flower Moon
  - Ryan Gosling pour le rôle de Ken dans Barbie
  - Charles Melton pour le rôle de Joe Yoo dans May December
  - Mark Ruffalo pour le rôle de Duncan Wedderburn dans Pauvres Créatures

- 2025 : Kieran Culkin pour le rôle de Benji Kaplan dans A Real Pain
  - Youri Borissov pour le rôle d'Igor dans Anora
  - Edward Norton pour le rôle de Pete Seeger dans Un parfait inconnu (A Complete Unknown)
  - Guy Pearce pour le rôle de Harrison Lee Van Buren dans The Brutalist
  - Jeremy Strong pour le rôle de Roy Cohn dans The Apprentice
  - Denzel Washington pour le rôle de Macrinus dans Gladiator 2

## Récompenses multiples
- 2 : Richard Attenborough, Edmund Gwenn, Martin Landau, Edmond O'Brien, Christoph Waltz, Brad Pitt

## Nominations multiples
- 5 : Jack Nicholson
- 4 : Ed Harris, Brad Pitt
- 3 : Red Buttons, Robert Duvall, Hugh Griffith, Philip Seymour Hoffman, Christopher Plummer, Jason Robards
- 2 : Eddie Albert, Mahershala Ali, Fred Astaire, Richard Attenborough, Jeff Bridges, Michael Caine, James Coco, Sean Connery, Tom Cruise, Willem Dafoe, Bruce Dern, Leonardo DiCaprio, Melvyn Douglas, Charles Durning, Ralph Fiennes, Albert Finney, Morgan Freeman, Henry Gibson, Joel Grey, Harry Guardino, Alec Guinness, Edmund Gwenn, Gene Hackman, Dennis Hopper, John Huston, Samuel L. Jackson, Tommy Lee Jones, Raúl Juliá, George Kennedy, Ben Kingsley, Martin Landau, Jude Law, Paul Mann, Paul Newman, Edward Norton, Edmond O'Brien, Laurence Olivier, Al Pacino, Joe Pesci, Tony Randall, Sam Rockwell, Gilbert Roland, Geoffrey Rush, Telly Savalas, Peter Ustinov, Jon Voight, Christoph Waltz, Oskar Werner, Gig Young, Efrem Zimbalist Jr.